# 伊藤たかみ
伊藤 たかみ（いとう たかみ、男性、1971年4月5日 - ）は、日本の小説家。

## 来歴・人物
1971年、兵庫県生まれ。その後、大阪、三重と過ごし、三重県立上野高等学校卒業。早稲田大学政治経済学部卒。
1995年、大学在籍中に「助手席にて、グルグル・ダンスを踊って」で第32回文藝賞を受賞し小説家デビュー。同作品をもって早稲田大学より小野梓記念賞芸術賞を受賞。2000年、『ミカ!』（理論社）で、第49回小学館児童出版文化賞受賞。2006年、『ぎぶそん』（ポプラ社）で第21回坪田譲治文学賞受賞。同年「八月の路上に捨てる」で第135回芥川賞受賞。
2012年より日本絵本賞選考委員。
直木賞作家の角田光代と2006年に結婚したが、2年後の2008年に離婚。現在は二人とも別の相手と再婚している。
歌手の平井堅とは中学・高校時代の同級生。他の同級生としては、村田渚（コメディアン）、伊藤尚美（デザイナー）、田中ほさな（漫画家）などがいる。

## 作品リスト
- 『助手席にて、グルグル・ダンスを踊って』1996年、河出書房新社、のち文庫（初出：『文藝』1995年冬号）
- 『17歳のヒット・パレード（B面）』1996年、河出書房新社、のち文庫、ISBN 978-4309408224
- 『卒業式はマリファナの花束を抱いて』（書き下ろし長編）1997年、河出書房新社、
- 『ロスト・ストーリー』1999年、河出書房新社、のち文庫、ISBN 978-4309408248
- 『ミカ！』1999年、理論社、のち文春文庫、ISBN 978-4167679026
- 『リセット・ボタン』2000年、幻冬舎文庫書下ろし、ISBN 978-4877288747
- 『アンダー・マイ・サム』（書き下ろし長編）2001年、青山出版社、のち講談社文庫、ISBN 978-4062755269
- 『ミカ×ミカ！』2003年、理論社、のち文春文庫、ISBN 978-4167679996
- 『盗作』2003年、河出書房新社、ISBN 978-4309015545
- 『指輪をはめたい』2003年、文藝春秋、のち文庫、ISBN 978-4167717100
- 『雪の華』2004年、角川春樹事務所、のち文庫、ISBN 978-4758432580
- 『ぎぶそん』2005年、ポプラ社、のち文庫、ISBN 978-4591086636
- 『ドライブイン蒲生』2006年、河出書房新社、のち文庫、　ISBN 978-4309017662
  - ドライブイン蒲生（『文藝』2006年春号）
  - 無花果カレーライス（『文藝』2005年夏号）
  - ジャトーミン（『文藝』2005年春号）
- 『八月の路上に捨てる』2006年、文藝春秋、のち文庫
  - 八月の路上に捨てる（『文學界』2006年6月号）
  - 貝からみる風景（『文學界』2006年9月号）
- 『フラミンゴの家』文藝春秋、2008　のち文庫
- 『カンランシャ』光文社、2009　のち文庫
- 『海峡の南』文藝春秋、2009　のち文庫
- 『誰かと暮らすということ』角川書店、2009　のち文庫
- 『そのころ、白旗アパートでは』講談社、2010
- 『お別れの、そのあとで』光文社、2011
- 『秋田さんの卵』講談社、2012
- 『ゆずこの形見』河出書房新社、2014
- 『あなたの空洞』文藝春秋、2015
- 『歌姫メイの秘密』講談社、2016
- 『はやく老人になりたいと彼女はいう』文藝春秋、2017（イラスト・小幡彩貴）
- 『ぼくらのセイキマツ』理論社、2019

### 翻訳
- J･H･ファーブル『ファーブル昆虫記』2016（ポプラ世界名作童話/イラスト･大庭賢哉）

## 映画
- 『指輪をはめたい』2011（配給：ギャガ/キノフィルムズ共同配給、監督：岩田ユキ、主演：山田孝之、小西真奈美、真木よう子ほか）
- 『ドライブイン蒲生』2014（配給：コピアポア・フィルム、監督：たむらまさき、主演：染谷将太、黒川芽以、永瀬正敏ほか）

## その他
- 『ぎぶそん』コミック（ポプラ社）2008
- 『ぎぶそん』ドラマCD（モモアンドグレープスカンパニー）